# Thonis
Herakleion (řecky Ἡράκλειον), také známý jako Thonis (starořecky Θῶνις), bylo starověké egyptské město poblíž Alexandrie, jehož ruiny se nachází v Abu Kir Bay, v současné době 2,5 km od pobřeží, 10 metrů pod hladinou. Jeho legendární počátky sahají až do počátku 12. století př. n. l., a zmiňují se o něm i starověcí historikové. Jeho význam vzrostl zejména v období úpadku faraonů—v pozdním období, kdy bylo město egyptským hlavním přístavem pro mezinárodní obchod a vybírání daní.
Herakleion byl původně postaven na některých přilehlých ostrovech v Nilské Deltě a byl protkán kanály. Městu připadalo i řada přístavů a kotvišť, bylo to „sesterské město“ s městem Naucratis a později bylo nahrazeno městem Alexandrie.

## Legendární začátky

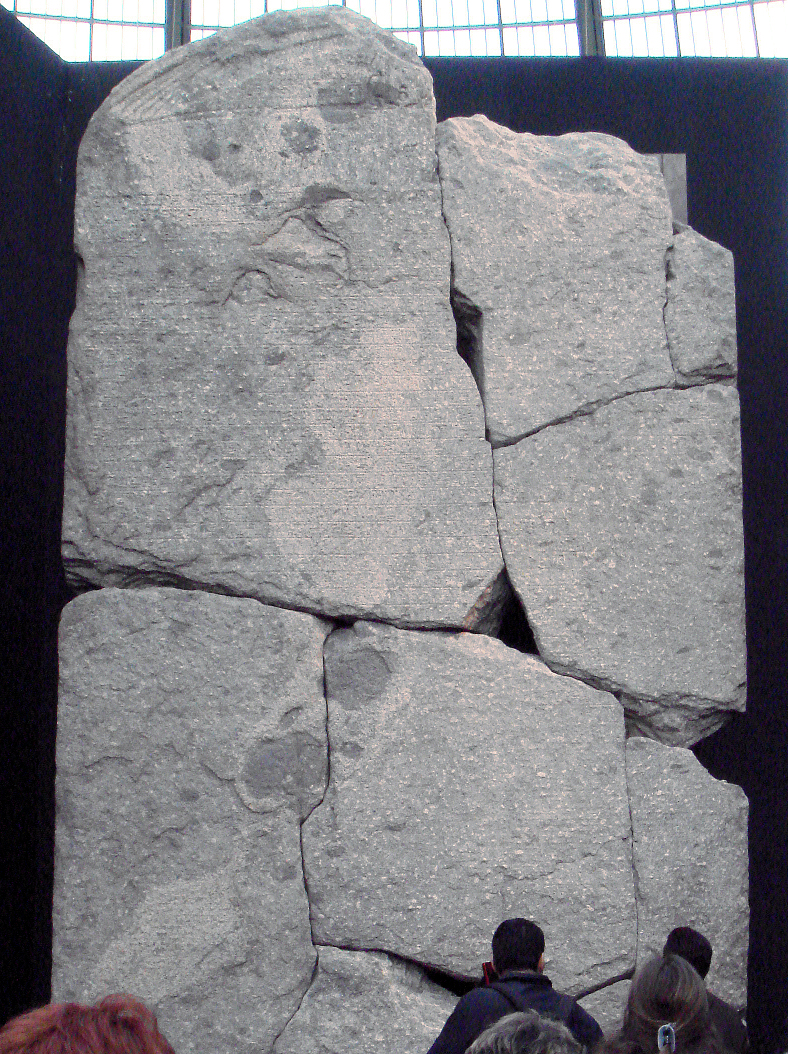
Kámen z oltářní místnosti Ptolemaia VIII z chrámu v Herakleionu

Předpokládá se, že Paris a Helena z Tróje tady uvízli při jejich úprku od žárlivého Menelaa, předtím než vypukla Trojská válka, a nebo, že Menelaos a Helena v tomto městě nějakou dobu pobývali a byli ubytovaní u vznešeného egyptského Thona a jeho ženy Polydamny. 
Také se předpokládá, že sám Héraklés navštívil toto město a svůj název má město tedy po něm.

## Starověké odkazy
Město bylo zmíněno starověkými historiky Diodórem  a Strabónem. Hérodotem bylo řečeno, že Thonis je správcem nálevkového ústí Nilu: Thonis zatkl Parise, syna Priama, protože unesl Helenu z Tróje a ukradl velké bohatství.
Město Herakleion je také zmíněno v dvojitých stélách ve Vyhláškách Nectaneba I. (první z nich se nazývá „Stéla Naukratis“), které uvádí, že desetina z daní za dovoz, který prochází městem Herakleion, musí být odevzdána do svatyně Neith v městu Sais. Město je také zmíněno ve Vyhlášce Canopus, která uctívá faraóna Ptolemaia III.
Město Herakleion bylo také místem oslav tajemství Usira, což probíhalo každý rok v průběhu měsíce Khoiak. Bůh v jeho obřadní lodi byl přinesen v průvodu z chrámu Amona do jeho svatyně ve městě Canopus.

## Archeologie

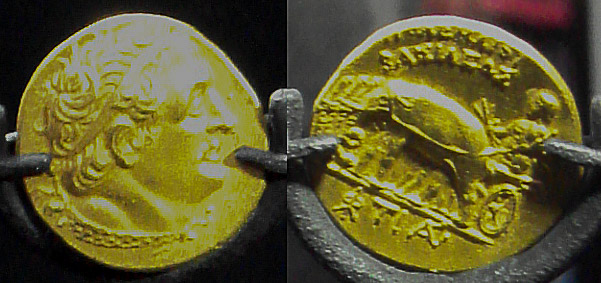
Ptolemajská mince z potopeného Herakleionu

Ve městě se nacházel velký chrám boha Chonsu, syna Amona, který byl také znám Řekům jako Héraklés. Později se uctívání boha Amona začalo více upřednostňovat. 
Herakleion měl dobu svého největšího rozkvětu zejména v 6.–4. století př. n. l., což bylo odhaleno četnými archeologickými nálezy. Faraon Nachtnebef I. nechal chrám vylepšit ve 4. století př. n. l.
Město bylo zaplaveno ve 2. nebo 3. století n. l., pravděpodobně z důvodu zaplavení nánosů, na nichž bylo město postaveno po zemětřesení. Ruiny ponořené v moři byly nalezeny francouzským podvodním archeologem Franckem Goddio v roce 2000. Do té doby si vědci nebyli úplně jisti, zda Herakleion a Thonis, jsou ve skutečnosti jedno a totéž město.